# Aníta Hinriksdóttir
Aníta Hinriksdóttir (ur. 13 stycznia 1996 w Reykjavíku) – islandzka lekkoatletka, biegaczka średniodystansowa.
Na początku swojej międzynarodowej kariery sportowej, w 2011 roku, zdobyła w Kopenhadze dwa medale (w biegach na 800 i 1500 metrów) mistrzostw krajów nordyckich juniorów. W kolejnym sezonie zajęła czwarte miejsce w biegu na 800 metrów podczas mistrzostw świata juniorów oraz była dwukrotną medalistką kolejnej edycji mistrzostw krajów nordyckich juniorów. Podczas halowych mistrzostw Europy w Göteborgu nie awansowała do finału biegu na 800 metrów. Trzykrotna mistrzyni igrzysk małych krajów Europy. W 2013 zdobywając złote medale w biegu na 800 metrów została pierwszą Islandka, która zwyciężyła w mistrzostwach świata juniorów młodszych oraz w mistrzostwach Europy juniorów. Trzykrotnie stawała na podium mistrzostw krajów nordyckich juniorów. Na koniec sezonu 2013 została wybrana wschodzącą gwiazdą europejskiej lekkoatletyki w plebiscycie European Athletics. W 2015 zajęła 5. miejsce w biegu na 800 metrów podczas halowych mistrzostw Europy oraz zdobyła brąz juniorskich mistrzostw Starego Kontynentu. Ósma zawodniczka mistrzostw Europy w Amsterdamie (2016). W 2017 zdobyła brązowy medal na halowych mistrzostwach Europy w Belgradzie i jednocześnie był pierwszym w jej karierze na seniorskiej imprezie.
Wielokrotna medalistka mistrzostw Islandii (w hali i na stadionie, w różnych kategoriach wiekowych). Reprezentantka kraju w drużynowych mistrzostwach Europy.

## Osiągnięcia
| Rok  | Impreza                                   | Miejsce          | Konkurencja                        | Lokata     | Wynik   |
| ---- | ----------------------------------------- | ---------------- | ---------------------------------- | ---------- | ------- |
| 2011 | Mistrzostwa krajów nordyckich juniorów    | Kopenhaga        | bieg na 800 metrów                 | 1. miejsce | 2:08,64 |
| 2011 | Mistrzostwa krajów nordyckich juniorów    | Kopenhaga        | bieg na 1500 metrów                | 3. miejsce | 4:28,59 |
| 2012 | Mistrzostwa świata juniorów               | Barcelona        | bieg na 800 metrów                 | 4. miejsce | 2:03,23 |
| 2012 | Mistrzostwa krajów nordyckich juniorów    | Växjö            | bieg na 800 metrów                 | 1. miejsce | 2:03,66 |
| 2012 | Mistrzostwa krajów nordyckich juniorów    | Växjö            | bieg na 2000 metrów z przeszkodami | 2. miejsce | 6:34,80 |
| 2013 | Halowe mistrzostwa Europy                 | Göteborg         | bieg na 800 metrów                 | półfinał   | 2:04,72 |
| 2013 | Igrzyska małych państw Europy             | Luksemburg       | bieg na 400 metrów                 | 1. miejsce | 54,29   |
| 2013 | Igrzyska małych państw Europy             | Luksemburg       | bieg na 800 metrów                 | 1. miejsce | 2:04,60 |
| 2013 | Igrzyska małych państw Europy             | Luksemburg       | sztafeta 4 × 400 metrów            | 1. miejsce | 3:40,97 |
| 2013 | III liga drużynowych mistrzostw Europy    | Bańska Bystrzyca | bieg na 800 metrów                 | 1. miejsce | 2:01,17 |
| 2013 | III liga drużynowych mistrzostw Europy    | Bańska Bystrzyca | bieg na 1500 metrów                | 1. miejsce | 4:16,51 |
| 2013 | Mistrzostwa świata juniorów młodszych     | Donieck          | bieg na 800 metrów                 | 1. miejsce | 2:01,13 |
| 2013 | Mistrzostwa Europy juniorów               | Rieti            | bieg na 800 metrów                 | 1. miejsce | 2:01,14 |
| 2013 | Mistrzostwa krajów nordyckich juniorów    | Espoo            | bieg na 800 metrów                 | 1. miejsce | 2:03,94 |
| 2013 | Mistrzostwa krajów nordyckich juniorów    | Espoo            | bieg na 1500 metrów                | 1. miejsce | 4:18,18 |
| 2013 | Mistrzostwa krajów nordyckich juniorów    | Espoo            | sztafeta 4 × 400 metrów            | 2. miejsce | 3:46,28 |
| 2014 | Mistrzostwa świata juniorów               | Eugene           | bieg na 800 metrów                 | –          | DNF     |
| 2014 | Mistrzostwa Europy                        | Zurych           | bieg na 800 metrów                 | półfinał   | 2:02,45 |
| 2015 | Halowe mistrzostwa Europy                 | Praga            | bieg na 800 metrów                 | 5. miejsce | 2:02,74 |
| 2015 | II liga drużynowych mistrzostw Europy     | Stara Zagora     | bieg na 800 metrów                 | 2. miejsce | 2:03,17 |
| 2015 | Igrzyska małych państw Europy             | Reykjavík        | bieg na 800 metrów                 | 2. miejsce | 2:09,10 |
| 2015 | Igrzyska małych państw Europy             | Reykjavík        | bieg na 1500 metrów                | 1. miejsce | 4:26,37 |
| 2015 | Mistrzostwa Europy juniorów               | Eskilstuna       | bieg na 800 metrów                 | 3. miejsce | 2:05,04 |
| 2015 | Mistrzostwa świata                        | Pekin            | bieg na 800 metrów                 | eliminacje | 2:01,01 |
| 2016 | Halowe mistrzostwa świata                 | Portland         | bieg na 800 metrów                 | 5. miejsce | 2:02,58 |
| 2016 | Mistrzostwa Europy                        | Amsterdam        | bieg na 800 metrów                 | 8. miejsce | 2:02,55 |
| 2016 | Igrzyska olimpijskie                      | Rio de Janeiro   | bieg na 800 metrów                 | eliminacje | 2:00,14 |
| 2017 | Halowe mistrzostwa Europy                 | Belgrad          | bieg na 800 metrów                 | 3. miejsce | 2:01,25 |
| 2017 | II liga drużynowych mistrzostw Europy     | Tel Awiw         | bieg na 800 metrów                 | 1. miejsce | 2:02,57 |
| 2017 | II liga drużynowych mistrzostw Europy     | Tel Awiw         | sztafeta 4 × 400 metrów            | 8. miejsce | 3:40,80 |
| 2017 | Młodzieżowe mistrzostwa Europy            | Bydgoszcz        | bieg na 800 metrów                 | 2. miejsce | 2:05,02 |
| 2017 | Mistrzostwa świata                        | Londyn           | bieg na 800 metrów                 | eliminacje | 2:03,45 |
| 2018 | Halowe mistrzostwa świata                 | Birmingham       | bieg na 1500 metrów                | eliminacje | 4:15,73 |
| 2018 | Mistrzostwa Europy                        | Berlin           | bieg na 800 metrów                 | półfinał   | DQ      |
| 2019 | Igrzyska małych państw Europy             | Bar              | bieg na 1500 metrów                | 2. miejsce | 4:22,34 |
| 2019 | III liga drużynowych mistrzostw Europy    | Skopje           | bieg na 800 metrów                 | 2. miejsce | 2:06,16 |
| 2019 | III liga drużynowych mistrzostw Europy    | Skopje           | bieg na 1500 metrów                | 2. miejsce | 4:36,33 |
| 2023 | II dywizja drużynowych mistrzostw Europy  | Chorzów          | bieg na 800 metrów                 | 8. miejsce | 2:03,33 |
| 2025 | III dywizja drużynowych mistrzostw Europy | Maribor          | bieg na 800 metrów                 | 2. miejsce | 2:10,52 |

## Rekordy życiowe
| Konkurencja                                  | Wynik   | Data            | Miejsce    | Uwagi                                             |
| -------------------------------------------- | ------- | --------------- | ---------- | ------------------------------------------------- |
| Bieg na 400 metrów (stadion)                 | 54,29   | 30 maja 2013    | Luksemburg | rekord Islandii juniorów                          |
| Bieg na 400 metrów (hala)                    | 54,21   | 6 lutego 2016   | Reykjavík  |                                                   |
| Bieg na 600 metrów (hala)                    | 1:27,65 | 19 grudnia 2014 | Reykjavík  | rekord Islandii seniorów, młodzieżowców, juniorów |
| Bieg na 800 metrów (stadion)                 | 2:00,05 | 15 czerwca 2017 | Oslo       | rekord Islandii seniorów, młodzieżowców           |
| Bieg na 800 metrów (hala)                    | 2:01,18 | 4 lutego 2017   | Reykjavík  | rekord Islandii seniorów, młodzieżowców           |
| Bieg na 1000 metrów (stadion)                | 2:36,63 | 24 maja 2015    | Hengelo    | rekord Islandii seniorów, młodzieżowców, juniorów |
| Bieg na 1500 metrów (stadion)                | 4:06,43 | 11 czerwca 2017 | Hengelo    | rekord Islandii                                   |
| Bieg na 1500 metrów (hala)                   | 4:09,54 | 6 lutego 2018   | Düsseldorf | rekord Islandii                                   |
| Bieg na milę                                 | 4:29,20 | 3 czerwca 2018  | Hengelo    | rekord Islandii                                   |
| Bieg na 2000 metrów z przeszkodami (stadion) | 6:31,74 | 6 września 2024 | Trewir     | rekord Islandii                                   |